# 宇宙警備隊
宇宙警備隊は、その名の通り宇宙の警備を目的とする組織である。同様の語としては銀河警備隊や銀河パトロール隊や宇宙警察などがある。

## 宇宙警備隊の登場する作品
- 『レンズマン』（1937年） - 銀河パトロール隊。宇宙警備隊の概念としては最初期のもの。
- 『宇宙パトロールホッパ』（1965年） - 日本のテレビアニメで宇宙パトロールを初めて描いた。
- 『グリーンランタン』 - 主人公たちの所属するグリーンランタン隊の上位組織の名前は、「パトロール隊」や「警備隊」など翻訳によりことなるが、VSシステムなどでは「宇宙警備隊」とされている。ガーディアンズ・オブ・ザ・ユニバースを参照。
- ウルトラシリーズ - ウルトラマンらの所属する組織。下記参照。
- 『太陽の勇者ファイバード』 - 主人公ファイバードが隊長を勤める。太陽の勇者ファイバード#宇宙警備隊を参照。
- 『ビーストウォーズII 超生命体トランスフォーマー』 - ライオコンボイ率いるサイバトロン宇宙警備隊が登場。

## ウルトラシリーズでの宇宙警備隊
M78世界における3万年前にエンペラ星人率いる怪獣軍団が「光の国」を襲撃し、ウルトラの父をはじめとする多くのウルトラ戦士たちが立ち向かった（ウルトラ大戦争）。長い戦いの末、ウルトラベルの奇跡によって怪獣軍団を撃破し、その勝利を記念してウルトラタワーが建設された。その後、宇宙の平和を守るためにウルトラの父を初代隊長として集結したウルトラ戦士たちによって結成されたのが、宇宙警備隊である。
現在の隊長はゾフィーで、ウルトラの父は大隊長としてウルトラ戦士たちを統率している。なお、100万人いると言われている宇宙警備隊員のうち、太陽系や地球の防衛と保護を担当していた歴代隊員を特に「ウルトラ兄弟」と呼ばれる。ウルトラ兄弟は血縁関係は存在せず、あくまで地球人から見た呼称だが、光の国では一種の名誉称号としても扱われる。特にゾフィー、ウルトラマン、セブン、ウルトラマンジャック、ウルトラマンエース、タロウの6兄弟は「光の国」や地球でも伝説的存在とされ、彼らのみウルトラの父から授かった「ブラザーズマント」を纏うことを許されるなど、ある種の特権を有する（ウルトラの父やウルトラの母、ウルトラマンゼロも形状が異なるマントを纏っている）。
また、レオやアストラのような「光の国」以外の星出身の戦士は1万人おり、彼らはウルトラマンキングの許可によって宇宙警備隊に参加している。
各々が任務として宇宙各地を飛び回っているほか、地球に滞在して活動することがある。怪獣退治だけでなく怪獣墓場への連衡、遭難者の救助や宇宙空間の異変調査など、多岐にわたる活動を行っている。休暇の概念があるらしく、OV『ウルトラマンメビウス外伝 アーマードダークネス』ではウルトラサインでメビウスに休暇の許可を出すシーンが存在する。また、メビウスには宇宙警備隊野球部のエースという設定が存在するため、クラブ活動の概念もあるらしい。
地球とは異なる環境だからか、あるいは自身が強力なエネルギー攻撃や飛行能力を有するためか、一般的な銃・乗り物などに相当するものは一切登場しない。武装は変形するウルトラブレスレットが主流であるようで、門番からウルトラ兄弟まで、数多くの戦士が使っている。戦闘術は格闘術と光線の訓練が主体であり、それらを育成する機関も存在する。
入隊試験が存在し、一次の筆記、二次の実技の両方に合格する必要がある。実技試験ではゾフィーや各地の支部隊長などの隊長格が試験監督を務める。
上記以外にも、勇士司令部、宇宙保安部、銀十字軍（赤十字社のような医療機関）、文明監視員、恒点観測（登場当初のセブンが「恒点観測員340号」という設定だったことによる）などの役職や部署が存在しているほか、内山まもるによる漫画作品（詳細は『ザ・ウルトラマン』を参照）ではアンドロメダ星雲支部の存在が同支部の隊長であるメロスによって語られている。

### 関連組織
ウルティメイトフォースゼロ
映画『ウルトラマンゼロ THE MOVIE 超決戦!ベリアル銀河帝国』から登場。光の国が存在する宇宙とは別の宇宙（アナザースペース）でウルトラマンゼロとその仲間が新たな宇宙警備隊として結成したチーム。緑のエメラル鉱石で作られた基地・マイティベースを拠点としている。
ギャラクシーレスキューフォース
マレーシアの3DCGテレビアニメ『ウピンとイピン』内で初登場したウルトラマンリブットが所属する組織。宇宙の災厄から生命を守護することを目的としており、リブットを含めて様々な人材が宇宙中から招集されている。
宇宙警備隊とは協力関係にあり、『ウルトラギャラクシーファイト ニュージェネレーションヒーローズ』ではタロウの要請を受け、ウルトラダークキラー率いる暗黒軍団の裏で暗躍するウルトラマントレギアの捜査を担当している。また、その続編『ウルトラギャラクシーファイト 大いなる陰謀』ではイザナ女王、アンドロメロス、シーサーも所属していることが明かされ、リブットとソラが光の国から派遣されたことも明かされている。